# Natassia Malthe
Natassia Malthe (tudi Natasha Malthe in Lina Teal), norveška igralka, * 19. januar 1974, Norveška.

## Filmografija
- Skinwalkers (2006) .... Sonja
- DOA: Dead or Alive (2006) .... Ayane
- Chaos (2005) .... Gina
- Bloodsuckers (2005) .... Quintana
- Belle dame sans merci, La (2005) .... The Lady
- Awake (2005) .... Rebecca
- Confessions of a Sociopathic Social Climber (2005) .... Frangiapani
- Bound by Lies (2005) .... Randi
- Wish You Were Here (2005) .... Georgie
- Elektra (2005) .... Typhoid
- Devil's Highway (2005) .... Michelle
- Maxim Uncovered! Vol. 2 (2004) (kot Natasha Malthe) .... Model
- Call Me: The Rise and Fall of Heidi Fleiss (2004) .... Charisse
- A Guy Thing (2003) (kot Lina Teal) .... Melanie
- K-9: P.I. (2002) (kot Lina Teal) .... Dirty Dancer
- Halloween: Resurrection (2002) .... French Maid
- Stark Raving Mad (2002) (kot Lina Teal) .... Stacie
- 40 Days and 40 Nights (2002) (kot Lina Teal) .... Mädchen im Bett
- The Wedding Dress (2001) (TV) (kot Lina Teal) .... Lula
- Trapped (2001) (kot Lina Teal) .... Marisa
- Dark Angel (2000) (kot Lina Teal) .... Redhead at Party
- Lake Placid (1999) .... Janine
- Disturbing Behavior (1998) .... Mary Jo Copeland